# Altes Wasserwerk (Heilbronn)

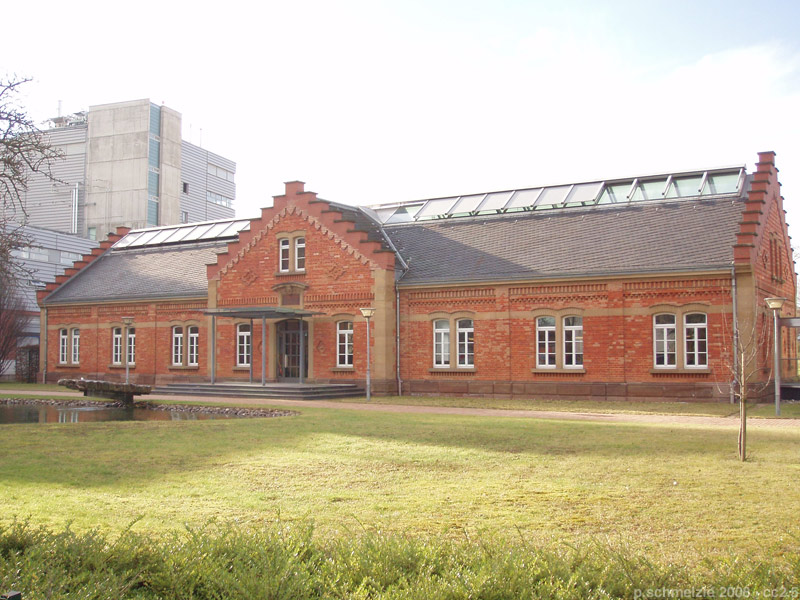
Das Alte Wasserwerk in Heilbronn

Das Alte Wasserwerk in der Salzstraße 131 in Heilbronn im nördlichen Baden-Württemberg wurde als Städtisches Wasserwerk 1875 eröffnet. Es bezog sein Wasser anfangs vom Hartlesbrunnen in Biberach und von der Brunnenanlage beim Ochsenbrunnen bei Neckargartach. Von der Pumpstation in der Salzstraße gelangte das Wasser dann in Hochbehälter auf dem Wartberg und von dort zu den Endverbrauchern. Das Versorgungsnetz wurde später vielfach erweitert und modernisiert. Das inzwischen stillgelegte Wasserwerksgebäude und seine historischen Brunnenanlagen sind eingetragene Kulturdenkmale.

## Geschichte

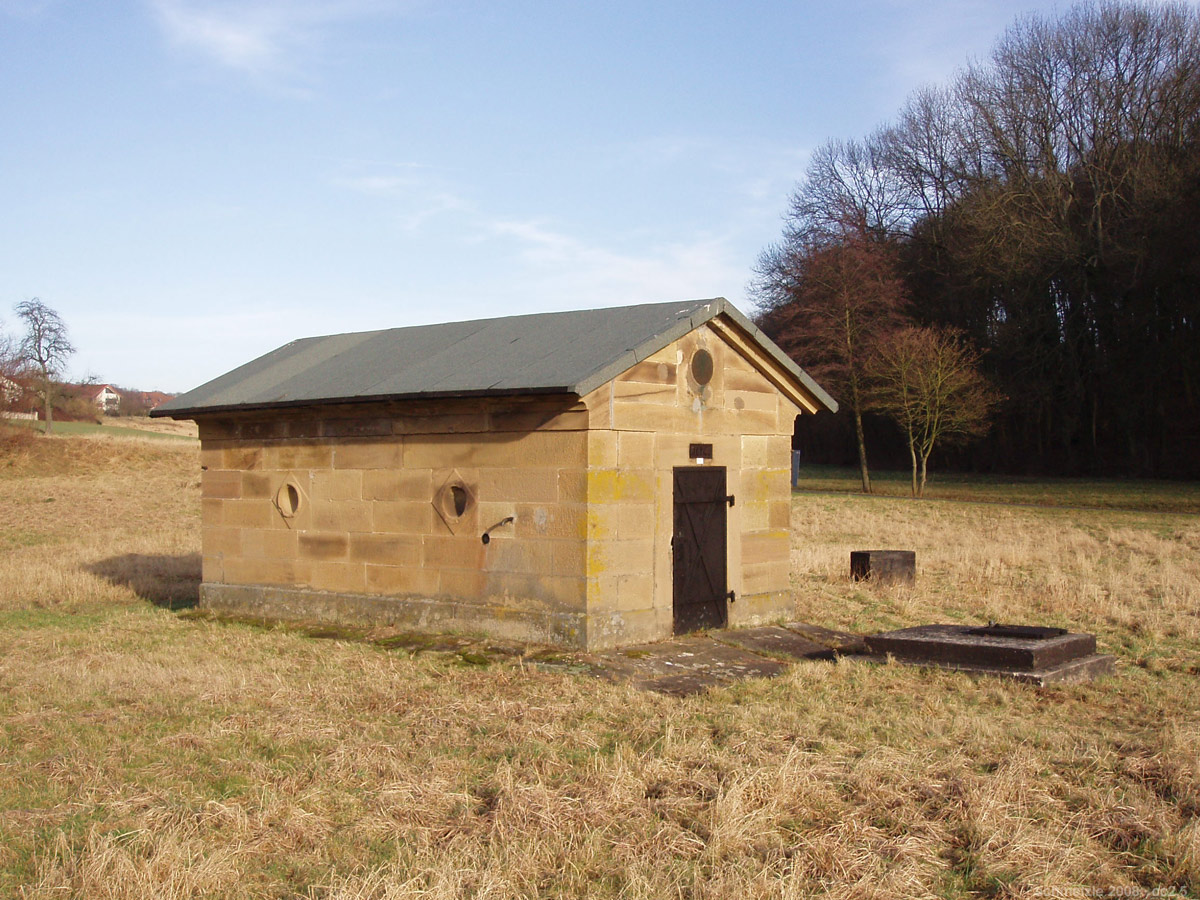
Der Hartlesbrunnen in Biberach

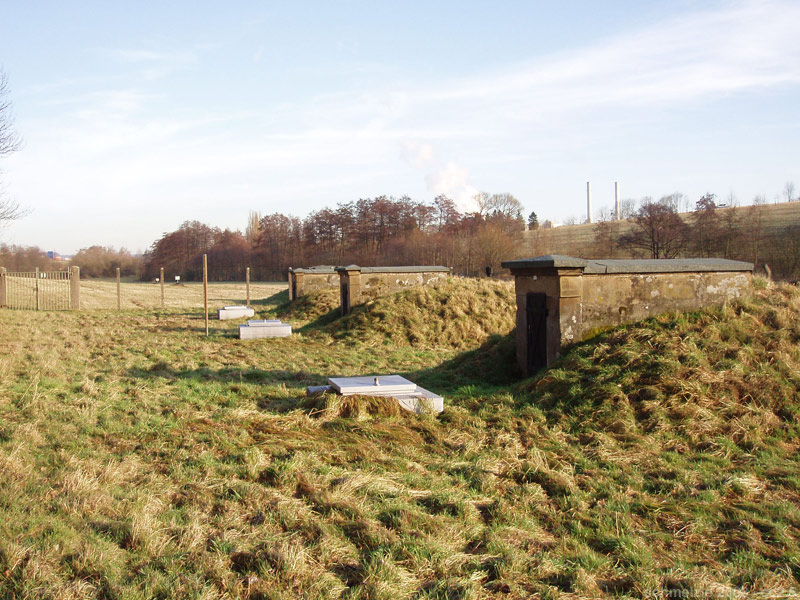
Der Ochsenbrunnen in Neckargartach

Nachdem seit dem späten 16. Jahrhundert die Cäcilienbrunnenleitung die wichtigste Einrichtung der städtischen Wasserversorgung Heilbronns war, die der sich infolge der Industrialisierung stark ausdehnenden Stadt aber nicht mehr genügte, vermachte 1861 der Heilbronner Arzt Philipp Sicherer der Stadt eine Stiftung von 80.000 Gulden für einen Bau gewerblicher Art. Bis 1871 war die Sicherer’sche Stiftung auf 122.000 Gulden angewachsen. In jenem Jahr beauftragte die Stadt den Baurat Karl Ehmann mit Plänen für ein Hochdruck-Wasserwerk, wie es damals auch in anderen großen Städten errichtet wurde. Ehmann hatte bereits die Albwasserversorgung geplant. Seine Pläne für Heilbronn sahen vor, Quellwasser vom Hartlesbrunnen in Biberach und von der Brunnenanlage beim Ochsenbrunnen bei Neckargartach, jeweils links des Neckars liegende Sammelbrunnen, zu beziehen, über eine Gefälleleitung zu einer Pumpstation auf der rechten Neckarseite zu führen und von dort in einen Hochbehälter am Fuße des Wartbergs (mit einem Auslaufniveau von 50 Metern über dem Heilbronner Marktplatz) zu pumpen, von wo aus der natürliche Druck zur Verteilung des Wassers in der Stadt ausreichen würde. Der Neckar würde dabei mittels einer Dükerleitung nahe der Neckargartacher Brücke überquert werden.
Nach einer öffentlichen Ausschreibung wurden die Bauarbeiten an die Gebrüder Benckiser aus Pforzheim als Generalunternehmen vergeben, lediglich der Auftrag für die Betonrohre einer Leitung vom Hartles- zum Ochsenbrunnen erging an ein weiteres Unternehmen. Benckiser hatte zuvor das Wasserwerk in Heidelberg errichtet und zog unmittelbar im Anschluss mit Personal und Maschinenpark nach Heilbronn um. Die Standorte für das Wasserwerk in der Salzstraße und den Hochbehälter im Kirschengartenweg waren 1873 gefunden. Die Bauarbeiten begannen unter Ehmanns Leitung im Juni 1874.
Die Pumpstation wurde auf eine tägliche Leistung von 4700 m³ ausgelegt, obwohl die tatsächliche Wasserabnahme damals nur rund 1000 m³ täglich betrug. Betrieben wurde die Pumpstation anfangs von zwei einzylindrigen Dampfmaschinen mit jeweils etwa 25 PS. Der Kohleverbrauch betrug anfangs etwa 594 Kilogramm pro gepumpten 1000 m³ Wasser. Der Hochbehälter am Wartberg erhielt zwei Kammern mit jeweils 1200 m³ Fassungsvermögen, die großzügig mit Erde überdeckt wurden, um eine gleichbleibende Wassertemperatur zu gewährleisten.

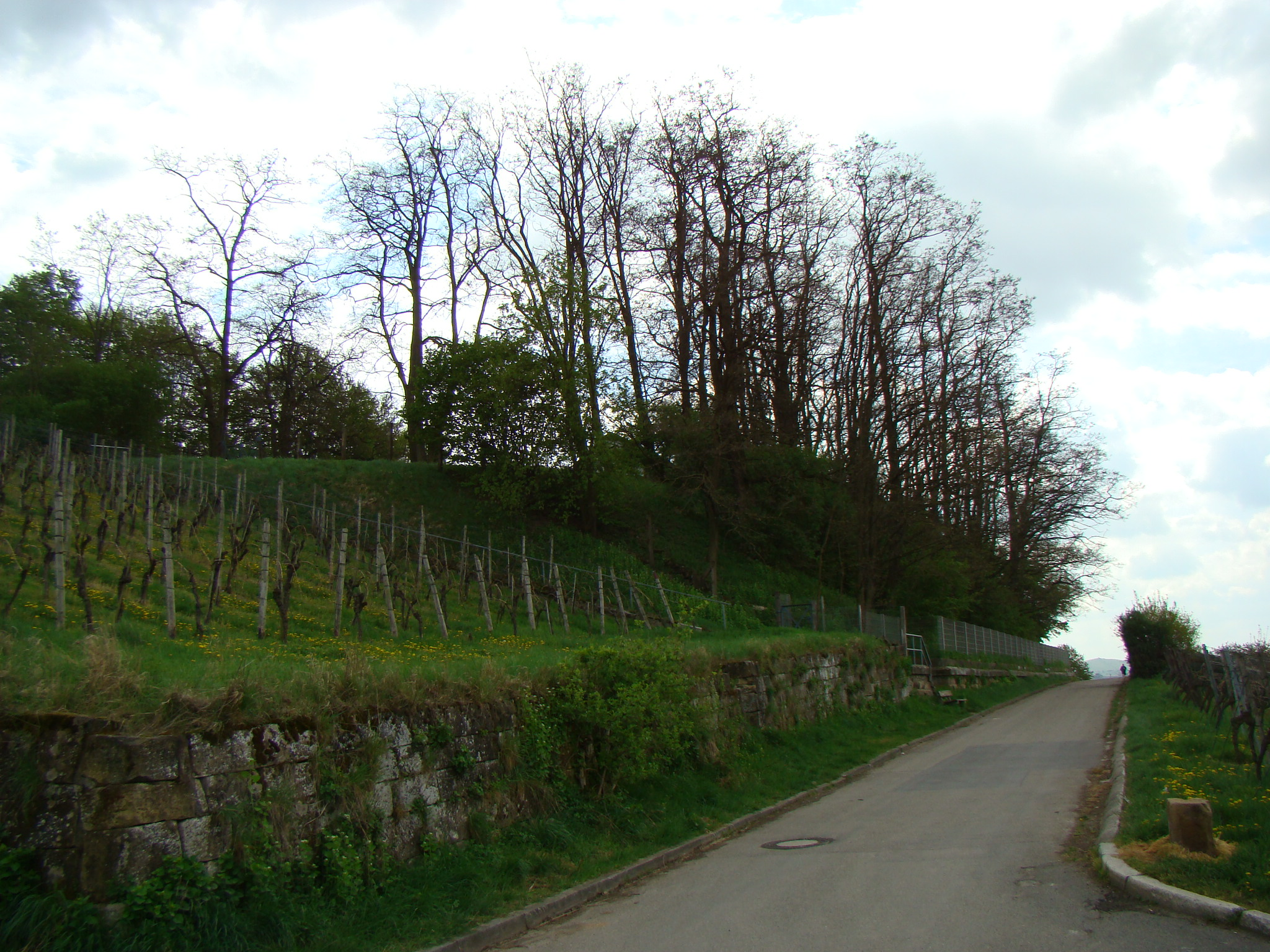
Der erste Hochbehälter am Fuß des Wartbergs, heute von Bäumen überwachsen

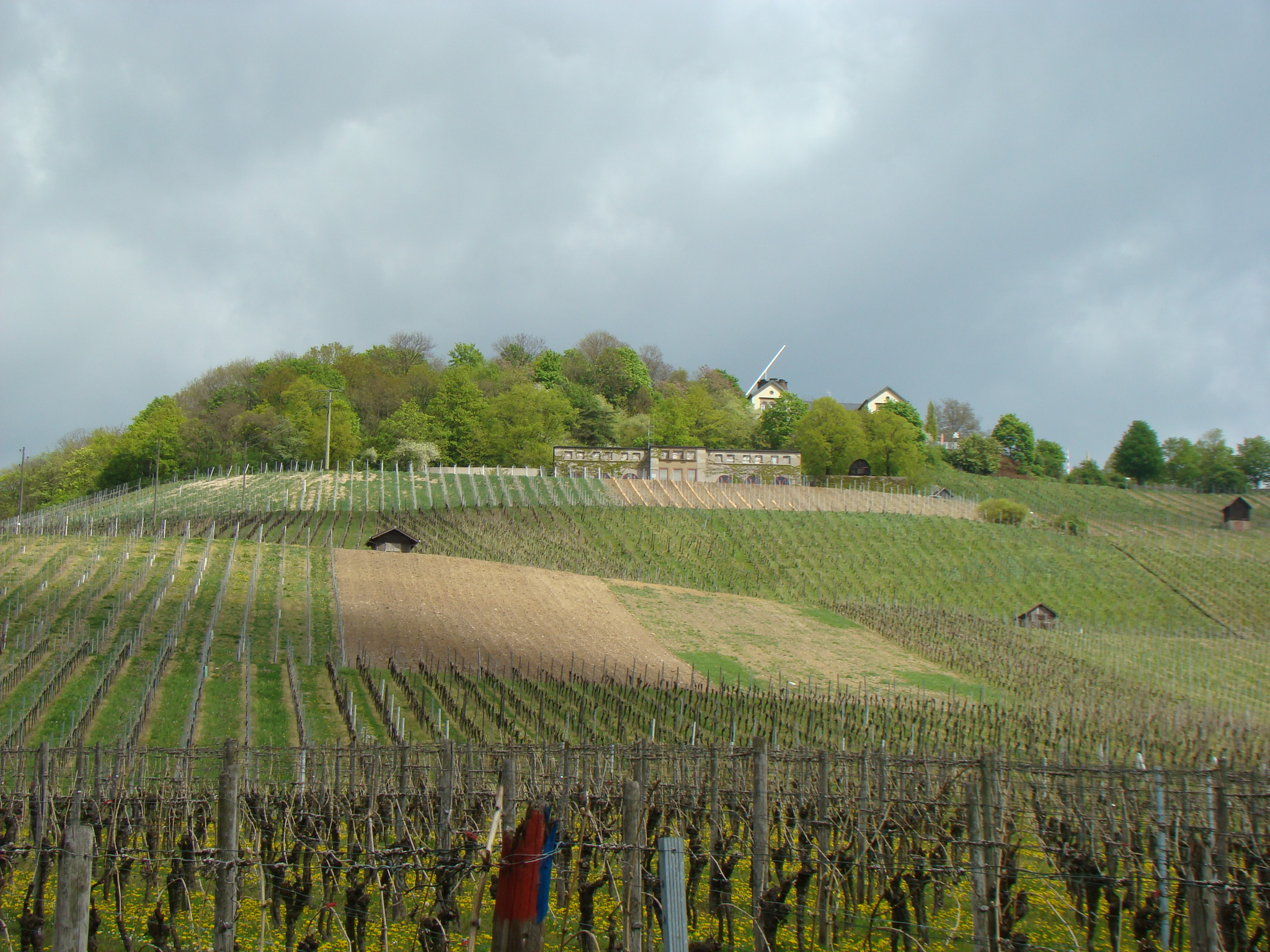
Der markante zweite Hochbehälter unterhalb der Wartberggaststätte ist weithin gut sichtbar

Das Wasserwerk deckte den Wasserverbrauch der Stadt Heilbronn dank der weitsichtigen Kapazität für einige Jahre vollkommen. 1878 erwarb das Wasserwerk noch die Stiftsquelle im oberen Kühnbachtal, etwa um dieselbe Zeit noch drei kleinere Quellen im Dornat nahe Wimpfen. Durch das starke Anwachsen der Bevölkerung im Zuge der fortschreitenden Industrialisierung war jedoch um 1885 an Tagen mit Spitzenverbrauch das Kapazitätslimit des Hochbehälters am Wartberg erreicht. Noch im späten 19. Jahrhundert wurden zahlreiche weitere Quellen gefasst und die Hochbehälter vergrößert. Zu den westlich des Neckars liegenden alten Quellen kamen ab 1894 noch insgesamt zehn Grundwasserschächte in der Nähe der Pumpstation hinzu, die ihrerseits 1892/94 stärkere Dampfpumpen mit einer Leistung von 82 PS erhielt. Die Pumpstation konnte daraufhin entweder Quellwasser oder Grundwasser oder eine hälftig geteilte Wassermischung fördern. Zwischen 1895 und 1900 lag der Spitzenverbrauch bereits bei 5500 m³ Wasser täglich. 1905 wurden die Pumpen des Wasserwerks durch eine dreizylindrige Worthington-Pumpe mit 90 PS ersetzt. 1920 kamen dann elektrische Kreiselpumpen der Maschinenfabrik Esslingen. Um 1930 hatten die gesamten Pumpen des Heilbronner Wasserwerks die beachtliche Tagesförderleistung von 15.000 m³.
Der steigende Wasserverbrauch der Stadt brachte den Bedarf nach weiteren Quellen mit sich. Kurz nach 1900 konzentrierte man sich auf das Wasser aus dem Quellgebiet der Bottwar, wo die Stadtwerke zwar Quellen erwarben, aber den Leitungsbau aus wirtschaftlichen Gründen nicht realisierten. Stattdessen erwarben die Stadtwerke ab 1910 Quellen im Lein- und Rotbachtal, deren Erschließung jedoch durch den Ersten Weltkrieg um Jahre verzögert wurde. Unterdessen musste man wegen des Absinkens des Grundwasserspiegels einige Grundwasserschächte aufgeben, deren Ausfall mit einem Hilfspumpwerk bei zwei Brunnen im Eisbiegel kompensiert wurde. Die starke Verunreinigung der Böden führte 1956 zur Schließung des letzten Grundwasserschachts, da das Wasser inzwischen einen deutlichen Beigeschmack hatte.
Durch die weitere Ausdehnung der Stadt genügte der alte Hochbehälter auf 208 Metern Höhe in den 1920er Jahren nicht mehr zur Versorgung von höher gelegenen Gebieten, woraufhin 1924/25 durch das Bauunternehmen Züblin ein neuer Hochbehälter am Steilhang des Wartbergs auf etwa 275 Metern Höhe errichtet wurde. Der neue Hochbehälter erhielt zwei Kammern mit einer maximalen Füllmenge von jeweils 1000 m³. Die Geländetopographie des Steilhangs ermöglichte es nicht, den Behälter vollständig in den Berg zu graben oder ihn vollständig mit Erde zu bedecken, so dass man sich für eine andere architektonische Lösung entschied: Der etwa zur Hälfte frei liegende Hochbehälter erhielt zum Schutz vor Sonneneinstrahlung arkadenartige Vorbauten, außerdem wurde der von der Stadt aus gut sichtbare Behälter unterhalb der Wartberggaststätte mit einem weiteren Stockwerk überbaut, das später zu einem Hotel hätte erweitert werden können, was dann allerdings doch nicht verwirklicht wurde. Zur Bedienung des Hochbehälters waren umfangreiche Umbauten in der Pumpstation in der Salzstraße notwendig, die bis auf ihre äußere Gestalt praktisch komplett umgebaut wurde. Unter anderem wurde der Fußboden um zwei Meter abgesenkt, und es wurden zwei neue Pumpen installiert: eine mit einer Leistung von 25 Litern pro Sekunde für den alten Hochbehälter am Fuß des Wartbergs, eine mit einer Leistung von 75 Litern pro Sekunde für den neuen Hochbehälter am Wartbergsteilhang. Beim Verlegen der benötigten Leitungen fielen auch umfangreiche Straßenbaumaßnahmen an, da man die Hauptleitungen nicht durch Privatgrundstücke führen, sondern sie zu Wartungszwecken gut zugänglich im öffentlichen Raum, in diesem Fall unter der Straßendecke, haben wollte.

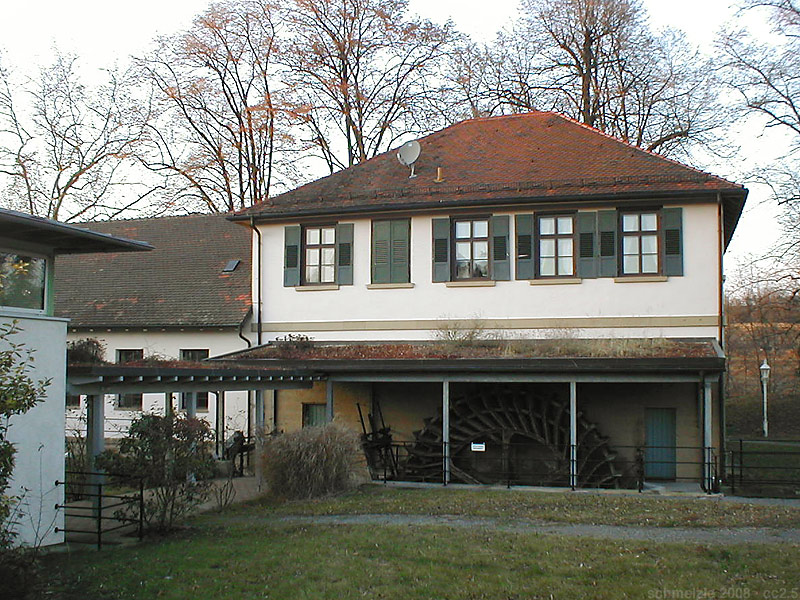
Das auf die Widmann’sche Papierfabrik zurückgehende alte Pumpwerk in Heilbronn-Neckargartach

In den späten 1930er und frühen 1940er Jahren wurden die Quellen im Leinbach- und Rotbachtal durch Rohrleitungen, Sammler und Pumpstationen erschlossen. Gleichzeitig nahm man die Förderung von Wasser im Eisbiegel wegen seiner Wasserhärte zurück. Die dortige Wasserförderung wurde in den 1950er Jahren ganz aufgegeben, nachdem sich wegen undichter Leitungen die Gefahr von ins Grundwasser eindringendem Abwasser eingestellt hatte.
In den damaligen und künftigen Heilbronner Stadtteilen waren unterdessen zumeist eigene Pumpstationen und Hochbehälter entstanden. In Neckargartach nutzte man die ehemalige Widmann’sche Papiermaschinenfabrik als Pumpwerk, in Böckingen wurde 1929 der Böckinger Wasserturm als Hochbehälter erbaut.
Bei den Luftangriffen auf Heilbronn und den Kämpfen um Heilbronn in den letzten Tagen des Zweiten Weltkriegs wurden das Wasserwerk und seine Einrichtungen nur vergleichsweise gering beschädigt. Die Pumpstation in der Salzstraße blieb intakt, die beiden Hochbehälter verfügten ebenfalls noch über jeweils eine intakte Kammer. Die Quellgebiete mit ihren Sammelbrunnen und Zuleitungen lagen soweit außerhalb der stark kriegszerstörten Stadt, dass sie ebenfalls nur wenige Schäden zu verzeichnen hatten. Stärker beschädigt waren hingegen die Pumpleitungen vom Pumpwerk zu den Hochbehältern. Da das Wasserwerk über einen großen Vorrat an Ersatzteilen verfügte, konnte die Wasserversorgung recht schnell wieder aufgenommen werden.

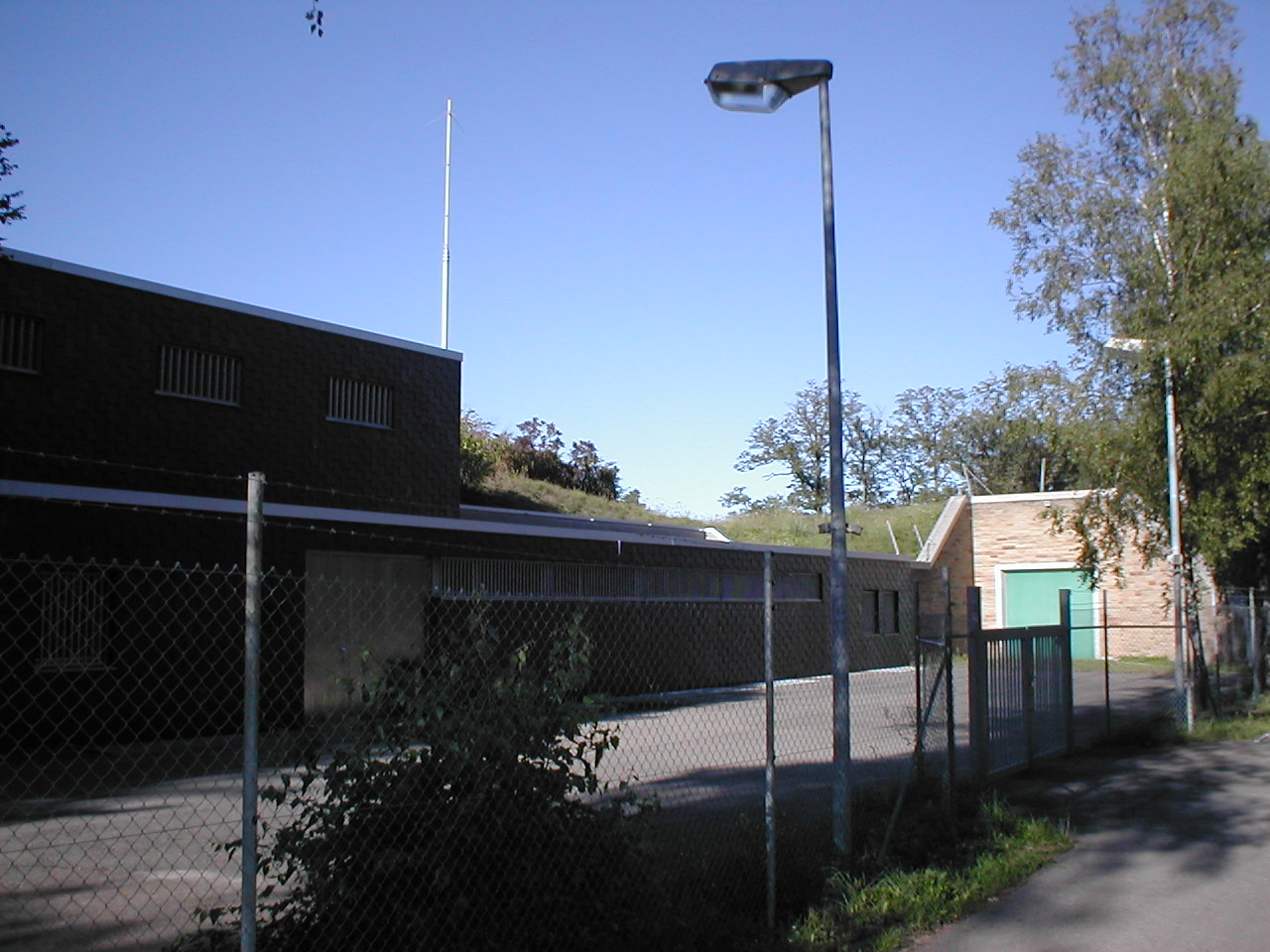
Moderner Hochbehälter der Bodensee-Wasserversorgung auf dem Schweinsberg

Beim Wiederaufbau dehnte sich die Stadt zunächst vor allem nach Süden aus, wo auch große Einrichtungen der US-Armee bestanden. Zur Deckung des Wasserbedarfs der Südstadt wurde in den frühen 1950er Jahren, finanziert vor allem durch ein US-amerikanisches Darlehen, das Pumpwerk Süd errichtet, das sein Wasser aus den Böckinger Wiesen bezog und in den Hochbehälter Ochsenberg unterhalb der Ludwigsschanze pumpte. Nach 1957 wurde Wohnraum vor allem im Westen der Stadt erschlossen, wo im Gewann Landturmbacken im Stadtteil Heilbronn-Böckingen ein weiterer Wasserbehälter mit einem Volumen von 5400 m³ entstand, der von einem Pumpwerk im Stadtteil Heilbronn-Frankenbach aus befüllt wird und der später auch die Heilbronner Stadtteile Horkheim und Klingenberg sowie die Nachbargemeinde Nordheim versorgte. In den frühen 1960er Jahren folgte im Osten der Stadt ein weiterer Hochbehälter im Rampachertal, der jedoch wegen technischer Schwierigkeiten erst 1971 in Betrieb ging.
Im Laufe der 1960er Jahre waren die Grundwasser- und Quellvorkommen im Einzugsgebiet des Heilbronner Wasserwerks erschöpft. Der Heilbronner Gemeinderat beschloss 1966, wegen des weiter steigenden Wasserbedarfs Bezugsrechte bei der Bodensee-Wasserversorgung anzumelden, die ihrerseits einen Zwischenbehälter auf dem Schweinsberg errichtet hat. Von dort gelangt das Bodenseewasser über den Hochbehälter Ochsenberg in das Wassernetz der Stadt. Außerdem stellte man eine Anwartschaft auf Wasserbezug von der Fernwasserversorgung Rheintal.
Bis 1960 war das Wasserwerk in der Salzstraße mit einem Meister und drei Pumpwärtern besetzt. Dieselbe Personalstärke hatte auch eine Pumpstation im Widmannstal, während das Pumpwerk Süd von nur einer Person bedient werden konnte. Durch technische Nachrüstungen wurden diese Anlagen dann den jüngeren Pumpwerken angeglichen, so dass alle Pumpwerke von einer zentralen Schaltstelle beim Gaswerk der Stadtwerke ferngesteuert werden konnten. In jüngerer Zeit wurde das alte Wasserwerk in der Salzstraße aufgegeben, seine technischen Einrichtungen wurden entfernt.
Das Wasserwerk und Hartles- sowie Ochsenbrunnen sind eingetragene Kulturdenkmale. Sie haben dokumentarischen Wert für die Einführung der kommunalen Fernwasserversorgung, außerdem weist der an die nordische Backsteinarchitektur angelehnte Ziegelbau der Pumpstation typische Merkmale der gründerzeitlichen Industriearchitektur auf.